# Millers Mönchsaffe
Millers Mönchsaffe (Pithecia milleri) ist eine Primatenart aus der Gruppe der Neuweltaffen, die im südlichen Kolumbien und im nordöstlichen Ecuador vorkommt. Das Verbreitungsgebiet liegt in den Vorbergen der Anden rund um Florencia in Höhen von 500 bis 700 Metern und reicht nordöstlich bis zur Serranía de la Macarena und im Süden bis in die angrenzenden Regionen des nordöstlichen Ecuador nördlich des Río Napo. Da eine Population bekannt ist, die im Naturreservat Cuyabeno an der Grenze zwischen Ecuador und Peru lebt, könnte die Art auch im äußersten Norden von Peru im Gebiet zwischen Río Napo und Río Putumayo vorkommen.

## Merkmale
Millers Mönchsaffe ähnelt dem Mönchsaffen (Pithecia monachus) und Pithecia hirsuta, das schwarze Fell der Männchen ist jedoch hellgelb oder weißlich gesprenkelt. Der Geschlechtsdimorphismus ist ausgeprägter als bei den beiden anderen Arten und die Weibchen von Millers Mönchsaffe sind fast einfarbig grau. Das Gesicht von Männchen und Weibchen ist mit kurzen weißen Haaren bedeckt, die graue Mundregion wird von weißen Linien begrenzt, die bei Weibchen etwas breiter sind als bei den Männchen. Hände und Füße der Männchen sind gelblich-weiß, die der Weibchen weißlich. Stirn, Brust und Kehle der Männchen sind gelblich-braun.
Millers Mönchsaffe erreicht eine Kopf-Rumpf-Länge von 33 bis 48 cm (Männchen) bzw. maximal bis 39 cm (Weibchen), besitzt einen 41 bis 50 cm langen Schwanz und erreicht ein Gewicht von 2,6 bis 2,8 kg (Männchen) bzw. 2,2 kg (Weibchen).

## Systematik
Millers Mönchsaffe wurde 1914 durch Joel Allen, einen Mitarbeiter des American Museum of Natural History, beschrieben. Die Art wurde nach Leo Miller benannt, der das Typusexemplar beschaffte. Der Mammaloge Philip Hershkovitz machte ihn 1987 zu einer Unterart des Mönchsaffen (Pithecia monachus). In einer Revision der Sakis im Jahr 2014 wurde Millers Mönchsaffe wieder in den Rang einer eigenständigen Art erhoben.